# Креплах
Креплах, або крейплах (їд: קרעפּלעך) — традиційна єврейська страва. Трикутна форма цих дамплінгів символізує трьох Праотців — Авраама, Іцхака та Якова, кожному по кутику, начинка, символізує приховану благодать, надію, емоції, а тісто — пізнання.
На релігійні свята креплах наділяються певними сенсами й подаються відповідно до традиції. У святкові та священні дні креплах подають з м'ясом, наприклад з куркою та бульйоном, на свято Рош га-Шана, у Пурим їх начиняють сухофруктами, а в Шавуот — сиром. В усі інші дні вони є просто смачною та універсальною їжею.
Є й інші смачні та більш сучасні варіанти, як-от з гарбузом і бринзою або з полуницею та кокосом. Подають креплах залежно від начинки: із сиром — до молочних страв або смажать у киплячому маслі, з м'ясною начинкою — до бульйону. Щодо тіста — воно замішується виключно з борошна, води, яєць та солі, тож виходить тонким та легким. Розміри крейплах можуть бути маленькі «на один укус», а можуть бути і великі, щоб 2 на таріль. Все залежить від власних вподобань.

## Етимологія
Слово "kreplach"на мові їдиш є множиною слова «krepl», зменшуючого від «krap», і походить від середньоверхньонімецької мови, де «krappe», «krapfe» означало «шматок тесту». З того ж джерела походить німецьке «Krapfen» («смажений у фритюрі»).

## Історія
У Західній Європі їх традиційно готували з м'ясною начинкою, а в слов'янських країнах уже на початку XII століття воліли наповнювати сиром. Пізніше, коли м'ясо стало рідкістю в західноєвропейських регіонах, з'явилися солодкі варіації з фруктами, які згодом набули популярності як вареники.